# Baliopteryx argyrophora
Baliopteryx argyrophora är en fjärilsart som beskrevs av George Francis Hampson 1910. Baliopteryx argyrophora ingår i släktet Baliopteryx och familjen tandspinnare. Inga underarter finns listade i Catalogue of Life.